# Делемон
Делемон (фр. Delémont) — місто в Швейцарії, столиця кантону Юра та адміністративний центр округу Делемон.
На честь міста названо астероїд 77755 Делемон.

## Географія
Місто розташоване на річці Сорн на відстані близько 50 км на північ від Берна.
Делемон має площу 22 км², з яких на 20,2 % дозволяється будівництво (житлове та будівництво доріг), 36,9 % використовуються в сільськогосподарських цілях, 42 % зайнято лісами, 0,9 % не є продуктивними (річки, льодовики або гори).

## Демографія
2019 року в місті мешкало 12 566 осіб (+8 % порівняно з 2010 роком), іноземців було 28,7 %. Густота населення становила 572 осіб/км².
За віковим діапазоном населення розподілялося таким чином: 19,9 % — особи молодші 20 років, 58,6 % — особи у віці 20—64 років, 21,5 % — особи у віці 65 років та старші. Було 5891 помешкань (у середньому 2,1 особи в помешканні).
Із загальної кількості 12 965 працюючих 56 було зайнятих в первинному секторі, 3440 — в обробній промисловості, 9469 — в галузі послуг.

## Відомі люди
- Жоб — автор коміксів.